# Irules

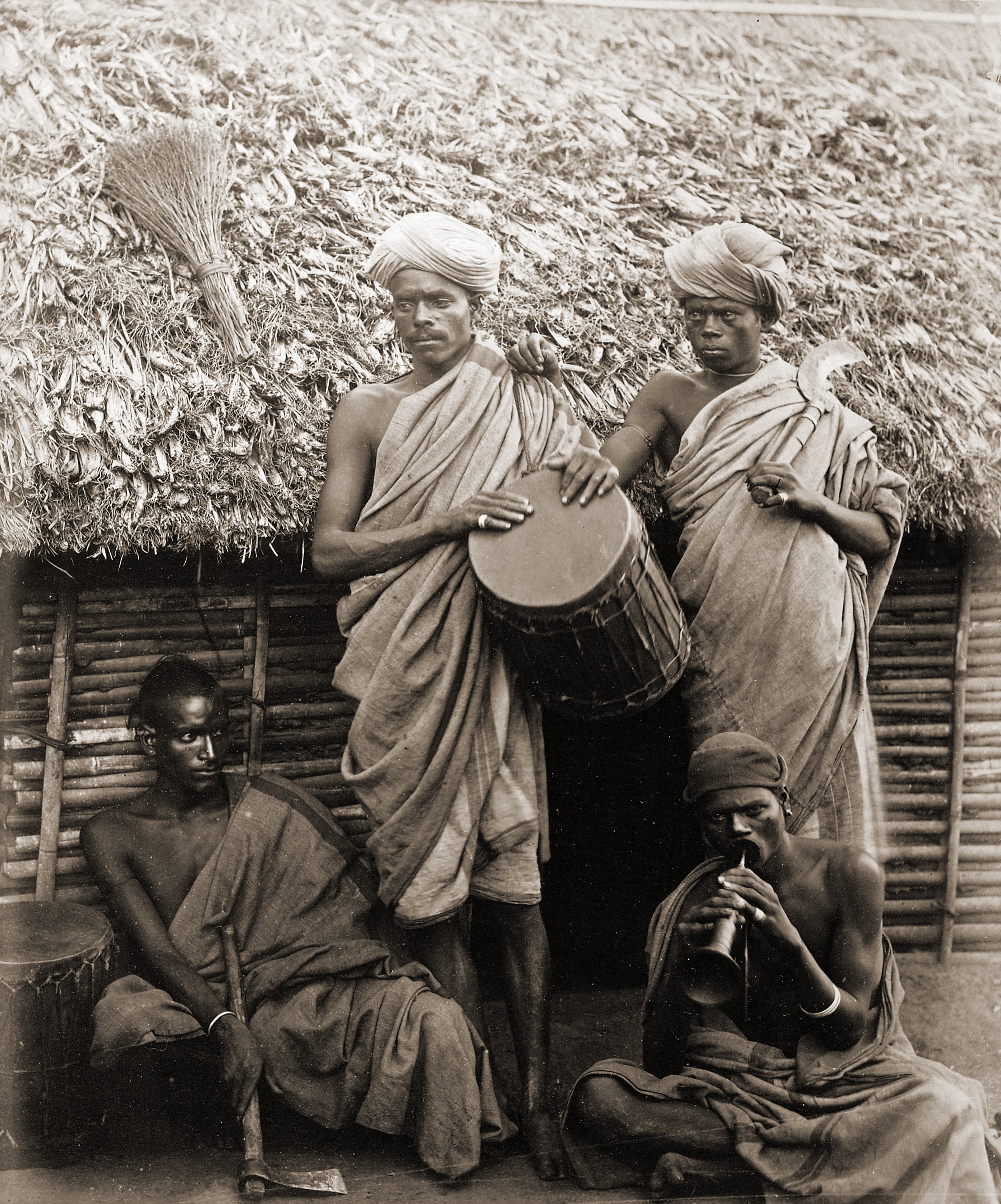
Irules en 1871

Los irules (los que van por la noche, de la palabra tàmil "iral" que quiere decir oscuridad), en singular irula, son un pueblo del India a Tamil Nadu y Kerala a las montañas Nilgiris. Viven a los contrafuertes de las montañas hacia la llanura, así que estrictamente no son habitantes de la montaña ni son reconocidos como tal por otras tribus o pueblos.
Tienen un aspecto físico superior a los kurumbes y en algunos aspectos a los kotes; las mujeres son fuertes y trabajan en cualquier cosa. En casa suya los hombres sólo traen un languti pero a las plantaciones utilizan ropa similar a otros indios; las mujeres se cubren desde la cintura a las rodillas dejando el pechos a la vista; utilizan varios ornamentos al cuello, brazos, orejas y nariz. Trabajan poco pero cuando lo hacen pueden aguantar trabajos duros; los hombres se dedican a la cacería. Hablan una lengua derivada del tàmil con palabras canareses y malayalams. El 1871 eran 1.400 pero el 1881 sólo se contaban 946. Hoy en día serían unos dos mil de los que unos 800 a Kerala.